# Hooman Majd
Hooman Majd (nascido em 1957 em Teerã) é um jornalista, autor e comentarista iraniano-americano que escreve sobre assuntos iranianos. Ele mora em Nova Iorque e viaja regularmente para o Irã.

## Primeiros anos
O avô materno de Majd foi o aiatolá Mohammad Kazem Assar (1885–1975), que nasceu de mãe iraquiana e pai iraniano. O aiatolá, juntamente com outros ulemás contemporâneos, superou a oposição tradicional para servir como professor de filosofia na Universidade de Teerã. Seu próprio pai, cujas origens estavam na vila de Ardakan, no Irã, tornou-se representante de uma "classe média" que era "pró-democrática e pró-modernização".
Criado em uma família envolvida no serviço diplomático, Majd viveu desde a infância no exterior, principalmente nos EUA e na Inglaterra, mas frequentando escolas americanas em vários lugares, como Tunis e Nova Deli. Ele embarcou na St Paul's School em Londres, Inglaterra até 1974 e frequentou a Universidade George Washington para engenharia elétrica em Washington, D.C. e se formou em 1977. Ele estudou pesquisa operacional na GWU por mais dois anos, mas não foi concluído. Ele ficou nos EUA após a Revolução de 1979.

## Carreira
Ele publicou três livros de não ficção, nos EUA, Reino Unido e que foram traduzidos para vários outros idiomas.   :
- The Ayatollah Begs to Differ: The Paradox of Modern Iran (Nova Iorque: Doubleday, 2008)
- The Ayatollahs' Democracy: An Iranian Challenge (Nova Iorque: Norton, 2010).
- The Ministry of Guidance Invites You to Not Stay: An American Family in Iran (Nova Iorque: Tantor Audio, 2013)

Ele também publicou ficção curta em coleções e em The American Scholar and Guernica.
Majd também atuou como consultor e tradutor do Presidente Mohammad Khatami e tradutor do Presidente Mahmoud Ahmadinejad em suas viagens aos Estados Unidos e às Nações Unidas e escreveu sobre essas experiências.

## Visualizações
Roland Elliott Brown escreve no jornal britânico The Observer que "a agenda reformista moderada de Majd exige que ele lute em duas frentes" e que "aperfeiçoou suas habilidades polêmicas ao defender a nascente República Islâmica aos imigrantes iranianos no Speakers 'Corner, em Londres". acrescentando que, em sua opinião, Majd é "um comunicador às vezes simpático das posições do regime, e um entusiasta apenas dos seus opositores mais leais". Revendo o livro de Majd, The Ayatollahs' Democracy, Brown observa que Majd considera o governo "cada vez mais fascista": "imperfeito, caprichoso, mas também popular e um baluarte de soberania".
Segundo a Newsweek, "o Irã de Majd é uma terra onde os aiatolás se criticam e os jovens desrespeitam as regras sobre o uso de xadores. É uma terra onde Majd - que não esconde sua admiração pelo presidente reformista Mohammad Khatami - poderia servir como tradutor oficial do sucessor e arquivista de Khatami, Mahmoud Ahmadinejad, quando este visitou Nova York em setembro. Mas Majd não é um apologista do Irã: ele ridiculariza os funcionários de Ahmadinejad na conferência de negadores do Holocausto em 2006. O ponto central sutil de Majd é que "a falta de relações significativas entre o Irã e os Estados Unidos ... trouxe pouca vantagem para qualquer nação".
Após a eleição de 2009 no Irã, que ele "admite [...] que apresentou apenas candidatos controlados pelo regime e foi roubado", Majd continua a ter acesso a seus políticos e funcionários, especialmente ao ex-presidente Khatami.[carece de fontes?] É certo que "emocionalmente investido na política do país", um objetivo declarado de Majd é lançar luz sobre a ilusória "verdade sobre o Irã" que é justa para todo o seu povo.

## Controvérsias no Twitter
Em julho de 2012, foi publicado um tweet da conta de Majd no Twitter sobre Nazanin Afshin-Jam, nascida no Irã, uma defensora dos direitos humanos e esposa do Ministro da Defesa do Canadá, Peter MacKay. O tweet dizia: 
"Foder um ministro canadense não faz de você uma canadense, azizam. Volte para o papai…"
 Majd negou ter feito-o e, em um tweet público posterior dirigido a Afshin-Jam Majd, disse que sua conta foi hackeada: 
"@NazaninAJ Uma série recente de tweets foi criada em meu nome como resultado de uma invasão hacker. Não são palavras minhas e os tweets foram removidos."
 Antes do tweet, Afshin-Jam pedia ao governo canadense e à Assembleia das Primeiras Nações que cortassem os laços diplomáticos com a República Islâmica do Irã. Afshin-Jam descreveu o assunto como sério, mas acrescentou que "a menos que eu possa verificar exatamente quem o enviou, não posso realmente comentar".
Em outubro de 2013, Majd se referiu ao editor assistente de livros iraniano-americano do Wall Street Journal (WSJ), Sohrab Ahmari, como "House Negro do WSJ (iraniano)" em um post no Twitter. Majd reconheceu que a declaração foi um insulto, mas disse que a apoiava.